# 車璌河
車璌河（1992年7月15日—2019年12月3日）韓國男演員。本名李在鎬。為Fantagio旗下演員團體Surprise U成員。2019年12月3日在家中被發現身亡。

## 影視作品

### 電視劇
| 年份   | 電視台 | 劇名           | 角色   | 備註 |
| 2017年 | SBS    | 愛情的溫度     | 金夏成 |      |
| 2018年 | KBS2   | 推理的女王2    |        |      |
| 2018年 | SBS    | 油膩的Melo     | 奉植秀 |      |
| 2018年 | KBS2   | 你也是人類嗎   | 黃志龍 |      |
| 2018年 | JTBC   | 先熱情地打掃吧 | 黃在民 |      |
| 2019年 | MBC    | The Banker     | 文洪柱 |      |
| 2019年 | MBC    | 有瑕疵的人們   | 朱元錫 |      |

### 網路劇
| 年份   | 電視台       | 劇名                      | 角色   | 備註 |
| 2017年 | NAVER TVcast | 偶像權限代理              | 車璌河 |      |
| 2019年 | VLIVE        | 獨立也能過得好的女孩智恩2 | 河俊   |      |

### MV
- 2016年 이시은& 鄭承煥 《눈물나게》 （页面存档备份，存于）

## 逝世
2019年12月3日下午，車璌河被他的經紀人發現死在他獨自居住的家中，他死時27歲。在接到他的死亡報告後，警方趕到車璌河的死亡現場並進行了調查，沒有發現遺書或其他異常情況。鑒於車璌河生前患有嚴重的抑鬱症，人們推測他是自殺的。根據家人的意願，沒有對車仁河進行屍檢，他的家人於12月5日上午舉行了私人葬禮。

## 外部連結
- 官方网站
- 車璌河的Instagram帳戶